# Londyński bulwar
Londyński bulwar (ang. London Boulevard, 2010) – brytyjski film. Dramat w reżyserii Williama Monahana w głównych rolach Colin Farrell i Keira Knightley, adaptacja powieści Kena Brueana.
Film był kręcony od 8 czerwca do 14 sierpnia 2009 roku w Londynie.

## Opis fabuły
Mitchell (Colin Farrell) po trzyletnim pobycie w więzieniu postanawia zerwać z przeszłością i zacząć nowe życie. W tym celu zatrudnia się jako "złota rączka" u aktorki Charlotte
(Keira Knightley).

## Obsada
- Colin Farrell jako Mitchell
- Keira Knightley jako Charlotte
- Ray Winstone jako Rob Gant
- David Thewlis jako Jordan
- Anna Friel jako Briony
- Stephen Graham jako kontakt Mitchella
- Ben Chaplin jako Billy
- Eddie Marsan jako DI Bailey
- Matt King jako Fletcher
- Sanjeev Bhaskar jako Dr. Sanji Raju
- Ophelia Lovibond jako Penny
- Gerald Home jako Undertaker